# San José de Uré
San José de Uré est une municipalité située dans le département de Córdoba, en Colombie.

## Histoire
San José de Uré obtient le statut de municipalité via l'ordonnance no 11 du 21 décembre 2007, devenant la trentième municipalité du département de Córdoba. 